# Ведомство учреждений императрицы Марии

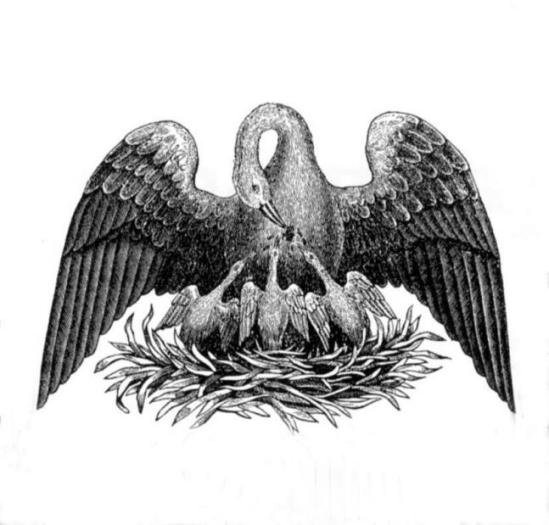
Эмблема ведомства Императрицы Марии. В геральдике пеликан, кормящий птенцов своей кровью, является символом самоотверженной родительской любви

Ведомство учреждений императрицы Марии (также четвёртое отделение Собственной Его Императорского Величества канцелярии, Мариинское ведомство, ВуИМ) — ведомство по управлению благотворительностью в Российской империи. 
Ведомство ведёт свою историю от канцелярии императрицы Марии Федоровны, супруги Павла I, которая с 2 мая 1797 приняла в своё ведение московский и петербургский воспитательные дома со всеми их заведениями.
После смерти Марии Фёдоровны в 1828 году вошло в состав Собственной канцелярии в качестве четвёртого отделения. С 1854 года получило название «Ведомство учреждений императрицы Марии», с 1880 называлось Собственной Его Императорского Величества канцелярией по учреждениям императрицы Марии.

## История
Начало работе канцелярии было положено в 1796 году, когда императрица Мария Фёдоровна приняла в своё заведование воспитательное общество благородных девиц, с мещанским отделением. Канцелярию Императрицы тогда составляли шесть лиц во главе с Г. И. Вилламовым.

Через два дня после кончины императрицы Николай I указом от 26 октября 1828 принял все бывшие в её ведении учреждения под своё покровительство. Для управления ими было образовано IV отделение Собственной его императорского величества канцелярии. Сначала неофициально, а с 1854 официально оно именовалось «Ведомством учреждений императрицы Марии», с 12 августа 1880 — Собственной е. и. в. канцелярией по учреждениям императрицы Марии.

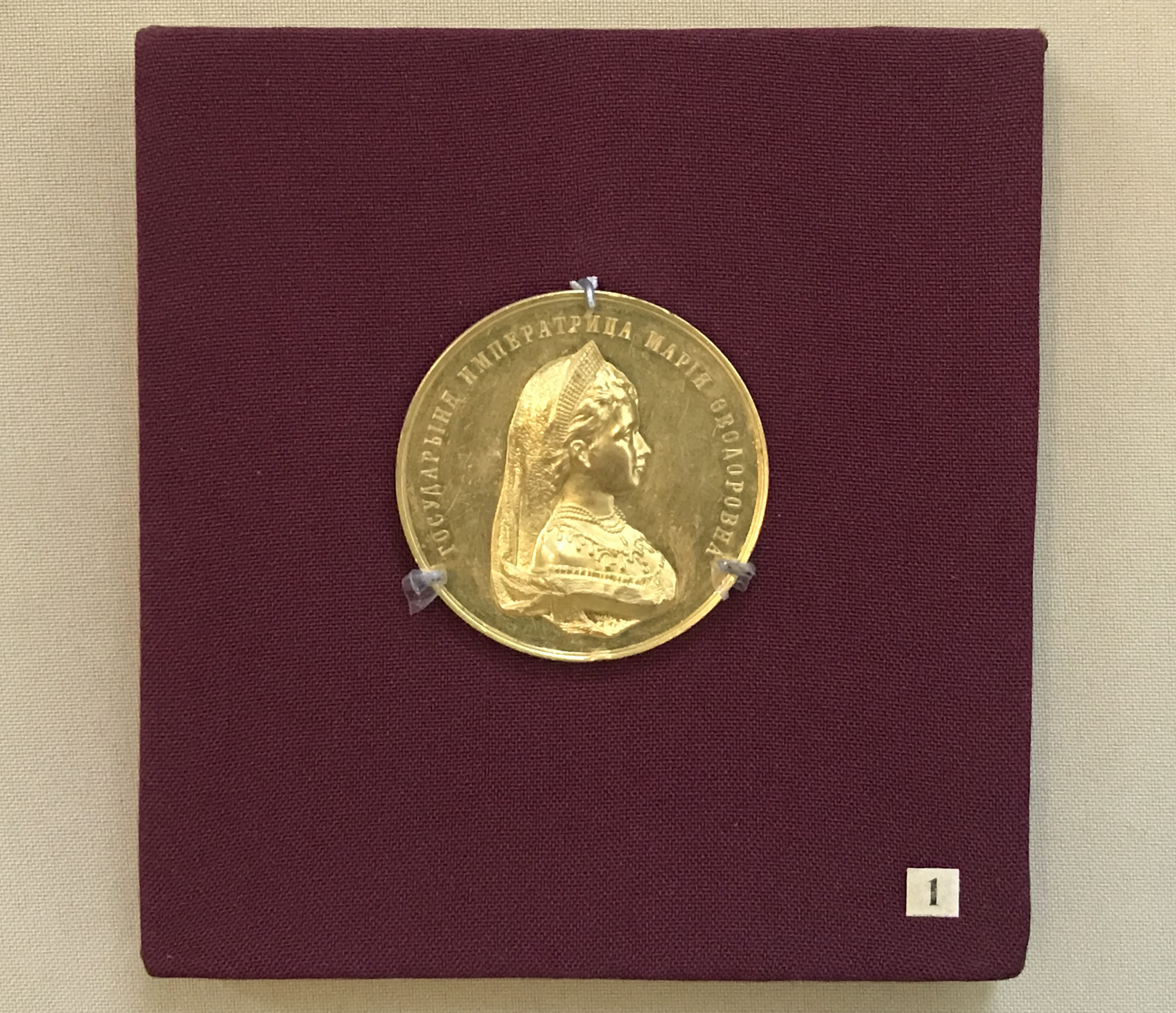
Золотая медаль выпускницы Киевской Фундуклеевской гимназии З. В. Рейнбот c изображением императрицы Марии Федоровны, 1902 г. Национальный музей истории Украины, Киев

Четвёртое отделение находилось под покровительством Их Императорских Величеств и управлялось статс-секретарём. Оно разделялось на три отделения: «по части воспитательных домов и подведомственных опекунским советам учреждений», «по части всех прочих заведений» и «по части архива». В том же 1828 году к отделению была присоединена контрольная экспедиция, образованная ещё в 1812 году при петербургском опекунском совете, и назначен инспектор по медицинской части. В 1831 году последовало Высочайшее повеление, чтобы по всем предметам, касающимся «управления частями нравственной и учебной», докладывали предварительно Императрице Александре Фёдоровне (жене Николая I), а по части хозяйственной — непосредственно Государю. В 1840 году, ввиду отлучек статс-секретаря для осмотра заведений, была учреждена должность товарища статс-секретаря. В 1844 году при четвёртом отделении учрежден учебный комитет.

Ядро IV отделения составляли Санкт-Петербургский и Московский Опекунские советы, которые управляли Воспитательными домами в Москве и Санкт-Петербурге, содержащимися за их счет медицинскими (больницы для бедных, родовспомогательные госпитали), учебными (Воспитательное общество благородных девиц, Училище Св. Екатерины, Павловский институт, Мещанское училище — Александровский женский институт) и благотворительными заведениями (Вдовьи дома в С.-Петербурге и Москве), Санкт-Петербургское училище глухонемых, а также кредитными учреждениями (сохранные, ссудные и вдовьи казны).

В 1845 году было Высочайше утверждено новое положение для женских учебных заведений и для управления последними учрежден «Главный совет женских учебных заведений», ведению которого подчинялись 35 институтов и училищ и 3 дома трудолюбия. Председателем совета был назначен принц Пётр Георгиевич Ольденбургский. В 1854 году, после смерти статс-секретаря Лонгинова, находившиеся в его управлении заведения, основанные императрицами Елизаветой Алексеевной и Александрой Федоровной (числом до 175), поступили в ведение IV-го отделения. В октябре того же года управлению учреждениями было присвоено наименование: «Ведомства учреждений Императрицы Марии, состоящих под непосредственным Их Императорских Величеств покровительством». В последний год царствовании Николая Павловича в ведении 4-го отделения состояло 365 учебных и благотворительных заведений. В первых обучалось 9534 детей; в больницах находилось на излечении 37 609 чел.; в воспитательных домах и богадельнях числилось 60 898 призреваемых. 

В 1860 году Александр II утвердил Положение о главном управлении учреждений Императрицы Марии, по которому главноуправляющий IV отделением собственной Е. И. Величества канцелярии есть вместе и председатель главного совета женских учебных заведений и Санкт-Петербургского опекунского совета; права и отношения главноуправляющего сравнены с правами вообще главноначальствующих отдельными управлениями, а впоследствии с правами и властью министров; статс-секретарь по делам учреждений Императрицы сделан товарищем главноуправляющего и заведующим делопроизводством IV отделения. Главноуправляющим Государь назначил принца П. Г. Ольденбургского. В 1869 году главноуправляющему IV отделения передан высший надзор за детскими приютами.
В 1873 году Санкт-Петербургский и Московский Опекунские советы и Главный совет женских учебных заведений были слиты в один Опекунский совет учреждений императрицы Марии (с двумя присутствиями — Санкт-Петербургским и Московским). Он стал высшим совещательным органом по всем делам Ведомства. 
4 марта 1917 года Ведомство было упразднено с подчинением его учреждений Министерству народного просвещения, а Канцелярия Ведомства стала именоваться Управлением Мариинскими благотворительными и учебными заведениями. 12 мая 1917 бывшее Ведомство учреждений императрицы Марии было включено в состав Министерства государственного призрения. 12 декабря все учреждения бывшего Ведомства по управлению детскими приютами были упразднены, а 23 февраля 1918 переданы в ведение Народного комиссариата просвещения.

## Учебные и благотворительные заведения
Первоначально в ведении канцелярии Марии Фёдоровны были Смольный и Александровский институты, Коммерческое училище, Воспитательный дом и Опекунский совет, вскоре при участии императрицы были открыты Екатерининский и Павловский институты, Училище глухонемых, Вдовий дом, Повивальный институт, в ведение канцелярии переданы некоторые заведения Приказа общественного призрения.
При образовании IV-го отделения ему было подведомственно 39 заведений, к которым с 1828 по 1841 год были присоединены ещё 24. Число учебных и благотворительных заведений, состоящих в ведении отделения, продолжало расти: в 1881 году их было 459, причем в учебных заведениях обучалось 20 500 детей. В 1894 году в ведомство Собственной канцелярии приняты учреждения скончавшейся великой княгини Екатерины Михайловны (Мариинский институт, Училище святой Елены, Елизаветинская детская больница и Повивальный институт). В конце XIX века деятельность ведомства состояла из
1. призрения младенцев. Оба столичных воспитательных дома ежегодно принимали на своё попечение более 20 000 младенцев незаконнорождённых и до 1000 законных, а также призревали в деревнях у воспитателей до 80 000 питомцев, остававшихся на попечении дома до 21-летнего возраста; для питомцев содержалось более 100 школ; в видах децентрализации дела призрения в некоторых губернских и уездных приютах ведомства были учреждены «ясли» (более 20).
2. призрения детей старшего возраста. Ежегодно призревалось до 14 000 детей в 176 приютах, в том числе свыше 4 000 на полном содержании заведений.
3. призрения слепых. Для детей обоего пола, лишенных зрения, имелось 21 училище (2 столичных и 19 губернских), в которых воспитывались, обучались наукам и ремёслам свыше 700 детей; сверх того, 6 заведений для взрослых слепых.
4. призрения глухонемых — состоявшее в ведении Опекунского совета, Санкт-Петербургское училище глухонемых с 200 детей обоего пола интернами и 50 экстернами и, состоявшие в ведении Попечительства императрицы Марии о глухонемых, Дом призрения и Мариинская школа глухонемых с мастерскими столярного и переплетного мастерства, позже мастерские и ферма-школа в Мурзинке, Дом призрения для престарелых и неспособных к труду глухонемых и приют на 15 девочек, Лихаревская школа-приют.
5. женского воспитания и образования. В институтах[Комм 1] и других закрытых заведениях ведомства и существующих при некоторых из них специальных педагогических курсах ежегодно воспитывалось свыше 10 тыс. девушек разных сословий и вероисповеданий; кроме того, в трёх Мариинских училищах и в других женских школах, учрежденных разными обществами, всего в количестве свыше 70, получали образование и воспитание более 6 тыс. девушек, в 31 гимназии, прогимназиях и педагогических курсах — до 10 тыс. девушек.
6. призрение и воспитание мальчиков. В двух коммерческих училищах и Николаевском гатчинском сиротском институте воспитывалось до 2000 чел.
7. воспитание юношества. В Императорском Александровском лицее получали гимназическое и университетское образование более 200 человек.
8. призрение взрослых. В 36 богадельнях призревалось до 5 000 чел.
9. медицинская помощь. В 40 больницах, при 4 200 кроватях, лечились стационарно до 25 000 больных и амбулаторно более 400 000 в год.

Некоторые из входящих в состав ведомства учреждений имели выдающееся значение: таковы попечительство императрицы Марии о слепых, Императорское патриотическое общество, московское благотворительное общество (содержало 16 школ с ремесленными отделениями), московское дамское попечительство о бедных (основано в 1874 году, содержало 36 благотворительных учреждений, в том числе 10 учебных заведений), московское Елизаветинское благотворительное общество (основано в 1890 году). 3 декабря 1899 года в Санкт-Петербурге было открыто общество вспомоществования бывшим воспитанницам учебных заведений ведомства Императрицы Марии. В целом ведомство учреждений Императрицы Марии имело в своём заведовании и на своём попечении свыше 500 благотворительных и воспитательных заведений, из которых 104 содержались на средства ведомства.

## Финансирование

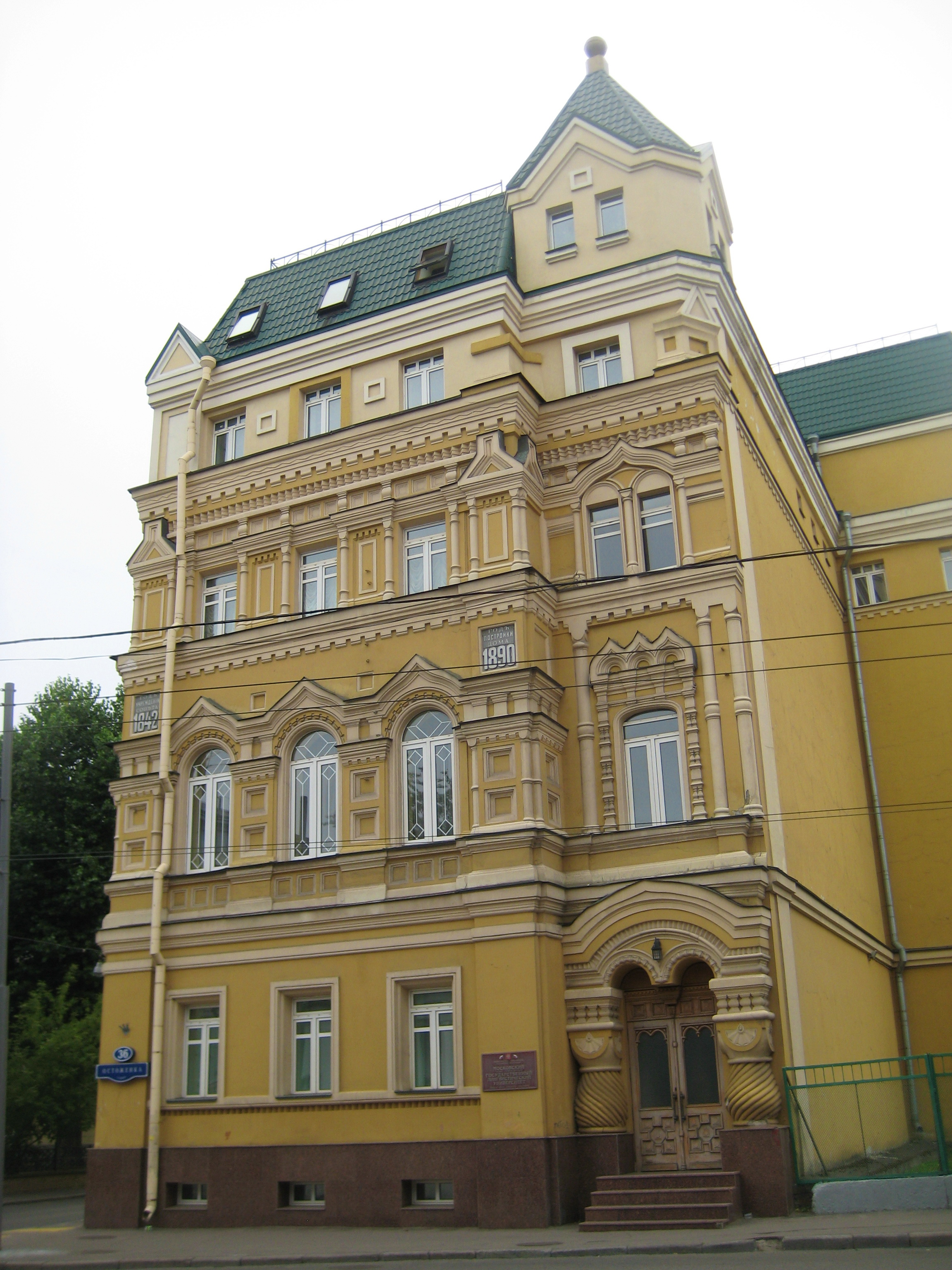
Остоженка, № 36/2 — Ранее Дом Московского совета детских приютов Ведомства учреждений Императрицы Марии (ВУИМ). (1889—1890, архитектор Я. И. Антонов), ныне Факультет экономики и права МГЛУ

Годовой бюджет в конце XIX века достигал 13,5 миллионов рублей, за счёт этого бюджета содержались около 20 % заведений, находившихся на попечении ведомства. В начале 1900-х годов бюджет составлял свыше 20 млн рублей.
Основное финансирование производилось из казны, а также за счет частных пожертвований и из доходов, полученных от продажи игральных карт. В конце XIX века в бюджет были добавлены сборы от публичных развлечений.
В ведомство входили и коммерческие предприятия: карточная фабрика, машиностроительный завод Попечительства о глухонемых в Александровском уезде Екатеринбургской губернии, имение Чукалы в Нижегородской губернии. В конце XIX века важной статьёй дохода стала аренда доходных домов. На 1916 год только в Санкт-Петербурге и пригородах ведомству принадлежало около 60 зданий (гимназий, институтов, богаделен, приютов, больниц, загородных усадеб и т. п.), в том числе свыше десяти доходных домов (в том числе Казанская ул., 5; 9 линия, 6; Гороховая ул., 20; Смольный пр., 6; Загородный пр., 13, П. С. Большой пр., 76-78, угол Кирочной и Таврической ул., 5/52).
К 1884 году общий капитал ведомства составлял почти 90 млн рублей серебром, на 1 января 1905 он вырос до 128 млн рублей.

## Управляющие
Ведомством руководили главноуправляющие в чине статс-секретаря (это звание давало право личного доклада императору):
- Г. И. Вилламов (1828—1842)
- А. Л. Гофман (1842—1861)
- принц Ольденбургский, Пётр Георгиевич (1861—1881)
- К. К. Грот (1882—1884)
- Н. Н. Герард — (1884—1886)
- И. Н. Дурново (1886—1889)
- Н. А. Протасов-Бахметев (1889—1906)
- С. В. Олив (1906—1909)
- Д. П. Голицын (1910—1912)
- А. А. Ливен (1912—1913)
- А. Г. Булыгин (1913—1917)

Находилось под покровительством императриц Александры Федоровны, Марии Александровны и Марии Фёдоровны (жены Александра III).

## Адреса в Петербурге

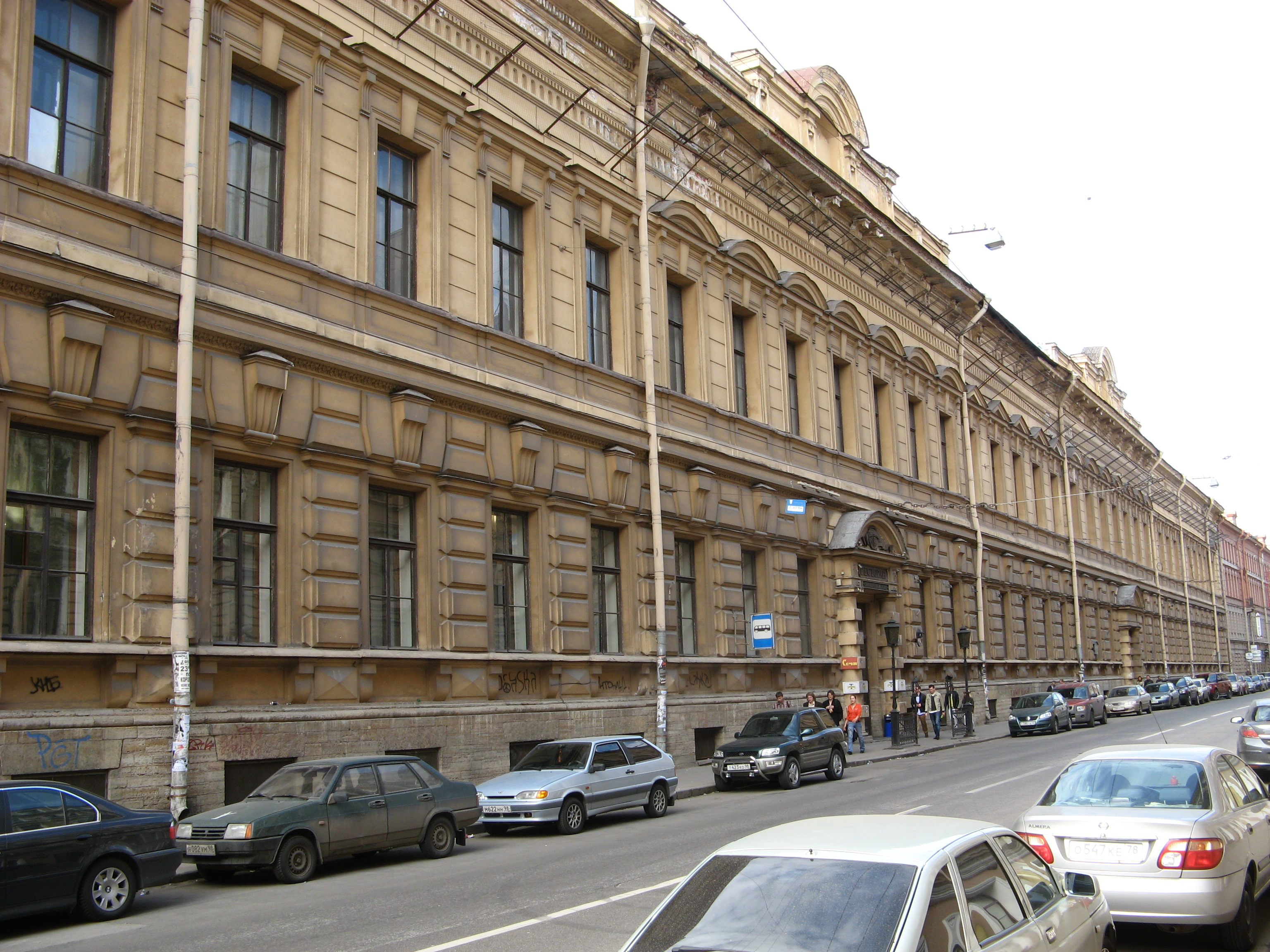
Бывшее здание Ведомства учреждений имп. Марии на Казанской ул. в Санкт-Петербурге

Казанская улица, 7. Здание построено в 1808—1810 годах по проекту Дж. Кваренги, в 1834—1839 годах произведена перепланировка и добавлен новый корпус архитектором П. С. Плавовым, в 1850-х годах здание расширено, с перестройкой фасадов в стиле позднего итальянского Возрождения по проекту П. И. Таманского.

## Комментарии
1. ↑  
Женские институты (см. Первый женский календарь на 1909 год / Сост. П. Н. Ариян)
  - Санкт-Петербург
    - Смольный институт
    - Александровский институт
    - Павловский институт
    - Патриотический институт
    - Ксенинский институт
    - Институт (училище) принцессы Ольденбургской
    - Елизаветинский институт
    - Николаевский сиротский институт
    - Институт Императрицы Марии
    - Еленинский институт (училище Св. Елены)

  - Москва
    - Александровский институт
    - Николаевский сиротский институт
    - Екатерининский институт
    - Елизаветинский институт
    - Александро-Мариинский Кавалерственной Дамы Чертовой институт